# インドタワー
インドタワー (India Tower) は、インド ムンバイに建設中の超高層ビルである。以前は、パークハイアットタワー (Park Hyatt Tower) と呼ばれていた。また、Dynamix Balwas Tower または DB Tower と称されることもある。
126階建て、707.5mとなる計画だが、2011年に建設が一時中断された。

## 計画
Dynamix Balwas不動産グループは、当初Park Hyatt Towerと言う名前でこのプロジェクトを2008年に提案した。Dynamixの提案は85階建て301.1mの計画であった。結果的にこのプロジェクトは一度立ち消え、2010年に新たな計画により復活した。2010年1月、Brihanmumbai Municipal Corporationはムンバイの歴史地区であるMarine LinesのCharni Roadにこのタワーを建設することを認可された。

## 建設ギャラリー

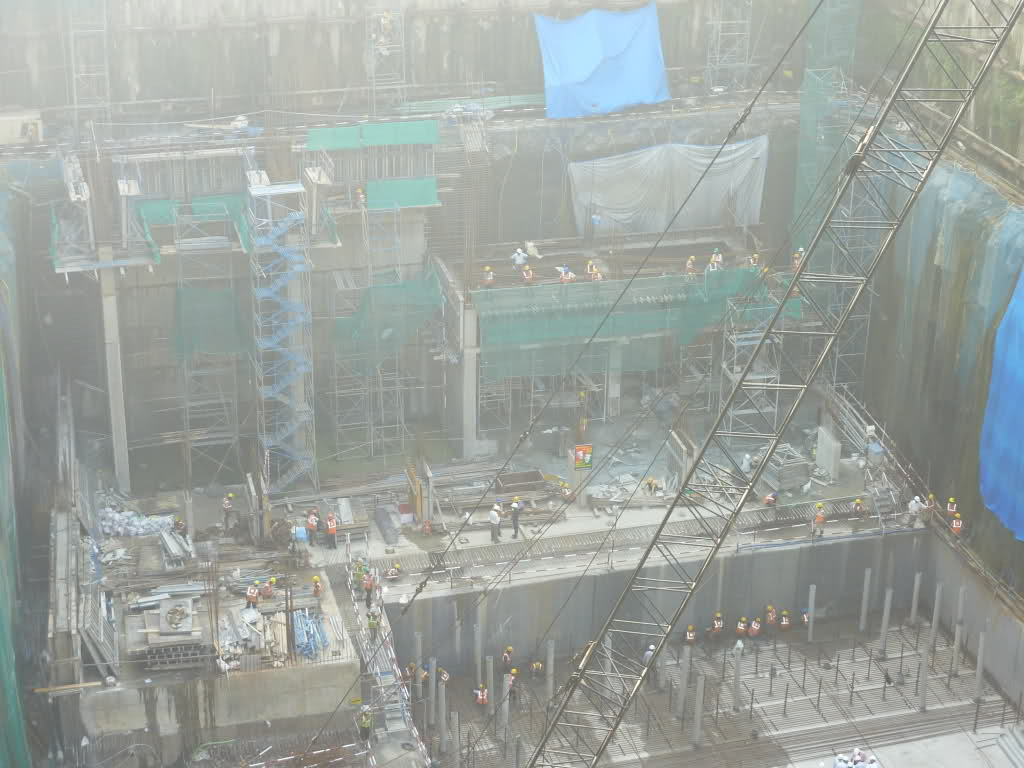
2010年11月.
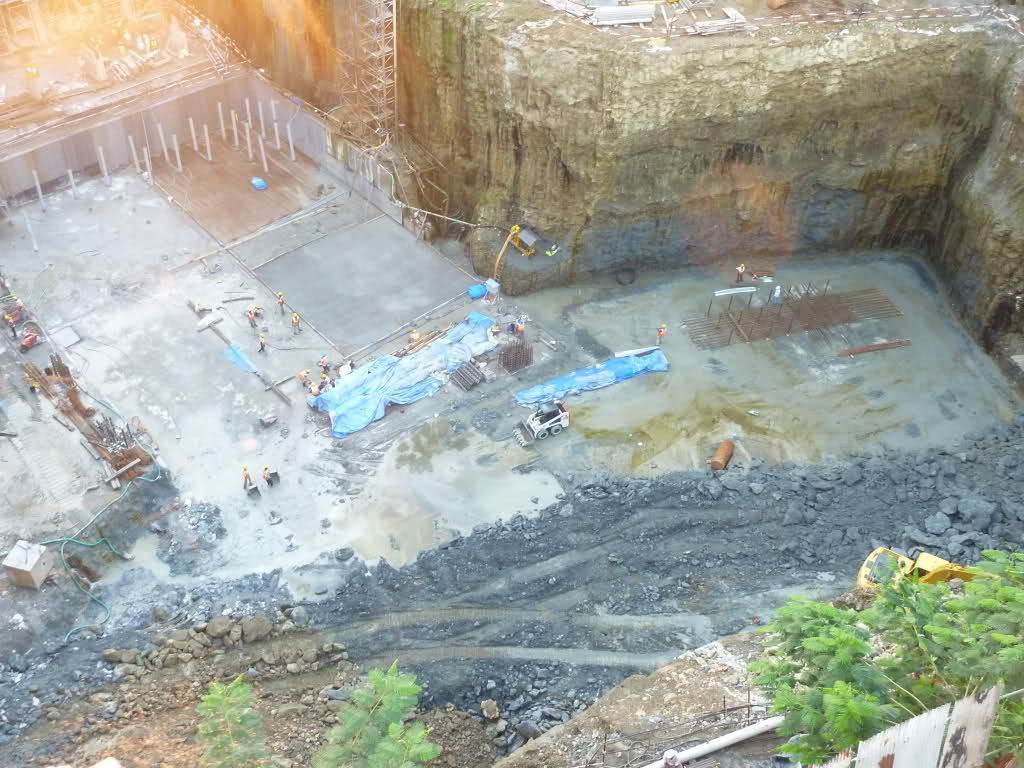
2010年11月.
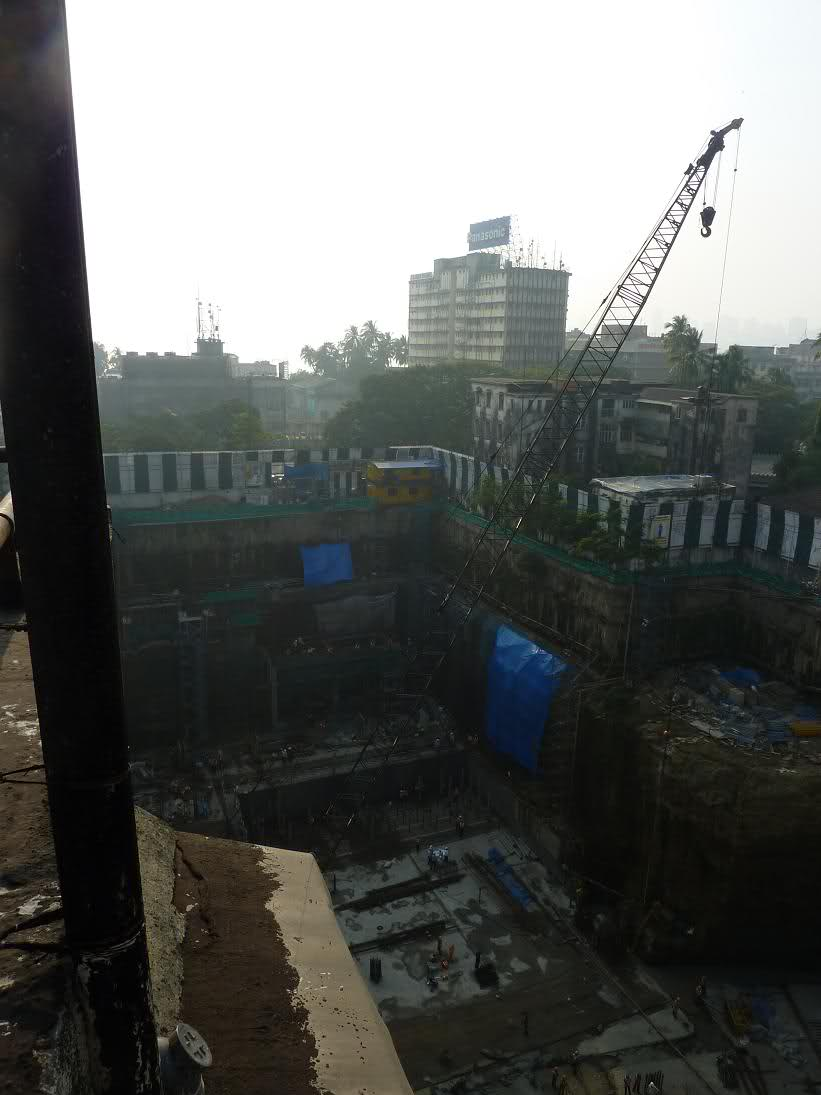
2010年12月.